# Radicalització
La radicalització és el procés pel qual un individu o grup pot arribar a adoptar opinions cada vegada més radicals en oposició a un statu quo polític, social o religiós. Les idees de la societat en general conformen els resultats de la radicalització; per exemple, els moviments radicals poden tenir el seu origen en un ampli consens social contra els canvis progressius de la societat o en un ampli desig de canvi en la societat. La radicalització pot donar lloc a accions tant violentes com no violentes - la major part de la literatura acadèmica se centra en la radicalització cap a l'extremisme violent. Múltiples vies separades poden promoure el procés de radicalització, que pot ser independent però que en general es reforcen mútuament.
La radicalització que es produeix a través de múltiples vies de reforç augmenta en gran manera la resistència i la letalitat d'un grup. A més, en comprometre la capacitat d'un grup per a integrar-se en una societat no radical i participar en una economia moderna, nacional o internacional, la radicalització serveix com una espècie de parany sociològic que no dona als individus cap altre lloc al qual acudir per a satisfer les seves necessitats materials i espirituals.